# Otrovni okean (strip)
Otrovni okean je 109. i pret-poslednja epizoda strip edicije Marti Misterija objavljena u SR JUgoslaviji. Objavljena je 1992. godine kao vanredno izdanje Lunov magnus stripa #106. u izdanju Dnevnika iz Novog Sada. Cena sveske bila je 1250 dinara.

## Originalna epizoda
Ova epizoda je premijerno objavljena u aprilu 1991. godine u Italiji pod nazivom L'oceano del veleni za izdavačku kuću Boneli (Italija). Cena je bila 1000 lira. Naslovnu stranu i epizodu je nacrtao je Đankarlo Alesandrini. Scenario su napisali ELio Otonelo i Alfredo Kasteli

## Kratak sadržaj
Poslednja priča objavljena u Dnevnikovo vreme tokom sutona Jugoslavije prikladno oslikava taj period. Godina 1990. donela je dramatičan porast svesti o ekološkom uništenju, što je uticalo na autorovu ekološku svest. "Otrovni okean" nastavlja temu ekološke katastrofe, prikazujući Samoance slično Aboridžinima iz ranijih epizoda. Autor kritikuje evropski rasizam koji romatizuje domoroce, sprečavajući ih da izađu iz siromaštva. Marti je opet "beli spasitelj," što odražava prihvaćene rasne stereotipe. Priča, i pored svojih mana, ozbiljno upozorava na ekološku katastrofu i moć globalnih sila, predviđajući današnje krize. Ukazuje na katastrofalni uticaj civilizacije na planetu, čineći je značajnom i dirljivom.

## Prethodna i naredna sveska vanrednog izdanja LMS
Prethodna epizoda Osveta Mister Džinksa nosila je #105. i izašla je 1992. godine. Naredna epizoda pod nazivom Alisejsko ostrvo objavljena je tek dve godine kasnije (1994. god) To je ujedno bila i poslednja epizoda Marti Misteije u SR Jugoslaviji, koju je objavio novosadski Dnevnik. Serijal se nastavlja u R. Srbiji 2008. godine, nakon što je objavljivanje serijala preuzeo Veseli četvrtak.)